# Kenneth Glass
Kenneth Gilbert „Ken” Glass (ur. 24 lipca 1913 w Toronto, 17 stycznia 1961 w Vancouver) – kanadyjski żeglarz sportowy, medalista olimpijski.
Podczas letnich igrzysk olimpijskich w Los Angeles (1932) zdobył, wspólnie z Philipem Rogersem, Geraldem Wilsonem i Gardnerer Boultbee, brązowy medal w żeglarskiej klasie 6 metrów.
Jako członek Royal Vancouver Yacht Club, Ken Glass został wybrany do reprezentowania Kanady na olimpiadzie w 1932. Kanadyjczycy przegrali pierwsze cztery wyścigi i zrezygnowali z uczestnictwa w dwóch pozostałych, nie mając już szans na poprawienie pozycji (zdobyli brązowe medale, ponieważ rywalizowały tylko trzy zespoły). Glass ukończył studia na Uniwersytecie Kolumbii Brytyjskiej w 1939. Podczas II wojny światowej służył w Królewskiej Kanadyjskiej Marynarce Wojennej, a od 1946 pracował w przedsiębiorstwie Major Aluminum and Western Magnesium w Vancouver, ostatecznie osiągając stanowisko prezesa tej firmy. Żeglarstwo uprawiał przez całe życie, pełniąc m.in. funkcję komandora Royal Vancouver Yacht Club w latach 1953–1954.